# 根市寛貴
根市 寛貴（ねいち ひろたか、1982年10月21日 - ）は、青森県出身の元プロ野球選手（投手）。

## 来歴・人物
高校3年時の2000年、夏の甲子園に出場。大会最速の146km/hを記録した。2回戦10-8丹原、3回戦4-3九州学院、準々決勝戦2-1樟南と勝ち進み、青森県勢として1969年三沢高校以来のベスト4に進出。準決勝で、優勝した智弁和歌山に5-7と敗退、惜しくも決勝戦進出はならなかった。大会中は背番号「3」で投手兼外野手を務めており、打順は5番、準々決勝以外はリリーフでの登板だった。右投げのオーバースローから、スライダー、カーブ、SFFを武器とした。
同年のドラフト会議で読売ジャイアンツに4位指名を受け、入団。2004年、三澤興一とのトレードで大阪近鉄バファローズに移籍。
2004年10月6日、近鉄から戦力外通告を受けるが、新設された東北楽天ゴールデンイーグルスへ移籍。楽天創設時の唯一の東北出身選手となる。
2006年シーズン終了後、引退を決意（2006年10月13日付けで任意引退選手となった）。球団は育成選手としての契約を持ちかけたが、引退することとなった。8月27日の青森県営野球場での二軍・対ロッテ戦が青森での現役最後の登板となった。
2007年、楽天ジュニアコーチに就任。選手・コーチとともに仙台市を中心とした小学校訪問を行ったり、｢楽天イーグルス・BASEBALL SCHOOL｣の常勤講師や、同球団が主催する少年野球塾のコーチとしての活動を始める。楽天ジュニアコーチは計5名おり、他には安部理、益田大介、中濱裕之、今関勝が就任している。
2008年、本人の意思により、同年限りでジュニアコーチを退任。

## 詳細情報

### 年度別投手成績
- 一軍公式戦出場なし

### 背番号
- 43 （2001年）
- 63 （2002年 - 2003年）
- 56 （2004年 - 2006年）